# Ludwig Leichtweiß
Ludwig Leichtweiß (* 5. April 1878 in Eberstadt; † 11. Juli 1958 in Braunschweig) war ein deutscher Wasserbauingenieur und Hochschullehrer.

## Leben
Leichtweiß besuchte das Gymnasium in Darmstadt, wo er anschließend von 1899 bis 1903 Bauingenieurwesen an der Technischen Hochschule studierte. Ab 1903 war er als Regierungsbauführer (Referendar) und seit 1907 als Regierungsbaumeister (Assessor) für das Kulturbauamt Darmstadt tätig. Von 1907 bis 1910 war er Regierungsbaumeister in Neiße. In Stettin leitete er zwischen 1912 und 1917 den Hafenausbau, worauf er bis 1925 als Wasserbaudirektor in Lübeck arbeitete.

### Tätigkeit in Braunschweig
Im Jahre 1925 erhielt Leichtweiß einen Ruf an die Technische Hochschule Braunschweig, wo er bis zur Emeritierung 1947 Professor für Wasserbau war. Er leitete das Wasserbaulaboratorium, das 1939 einen Neubau erhielt und 1953 nach ihm als Leichtweiß-Institut benannt wurde. Die Vorlesungstätigkeit über Wasser-, Fluss-, Kanal- und Talsperrenbau setzte er bis 1958 fort. Außerhalb Deutschlands war er an vielfältigen Planungsarbeiten, u. a. zu Hafenerweiterungen in Barcelona und Trelleborg, beteiligt.
Er starb am 11. Juli 1958 in Braunschweig.

### Ehrungen
Leichtweiß erhielt 1943 die Ehrenplakette der Technischen Hochschule Braunschweig, 1952 die Ehrendoktorwürde der Technischen Universität Berlin und 1955 das Große Bundesverdienstkreuz. Seit 1944 war er ordentliches Mitglied der Braunschweigischen Wissenschaftlichen Gesellschaft.

## Schriften (Auswahl)
- (gemeinsam mit Peter Rehder): Denkschrift, betreffend Ausbau des Mittellandkanals von Hannover bis Magdeburg. 1918.
- Eisenbahn und Wasserstraßen. Berlin 1927.